# Icom Incorporated
Icom Inc. (アイコム株式会社 , Aikomu Kabushiki-gaisha?) es una empresa japonesa fabricante de equipos transmisión y recepción de radio, fundada en 1954 por Tokuzo Inoue con el nombre original de la compañía "Inoue". Sus productos y equipamientos incluyen equipos de radioaficionado, pilotos, aplicaciones marítimas, y estaciones terrestres de telecomunicaciones móviles además de escáneres de radio para usuarios entusiastas..
Su sede está en Osaka, Japón. Tiene sucursales en Estados Unidos (en Kirkland, Washington), Canadá (en Delta, Columbia Británica), Australia (Melbourne, Victoria), Nueva Zelanda (Auckland), Reino Unido (Kent, Inglaterra), Francia (Toulouse), Alemania (Bad Soden), España (Barcelona) y la República Popular China (Pekín).

## Protocolos

### IDAS
IIDAS es la implementación de Icom del protocolo NXDN para productos de radio digital bidireccional destinados a radios móviles terrestres privadas (PLMR) comerciales y sistemas de comunicaciones de seguridad pública de gama baja. NXDN es un estándar técnico de interfaz aérea común (CAI) para comunicaciones móviles. Fue desarrollado conjuntamente por Icom y Kenwood Corporation.

### D-STAR

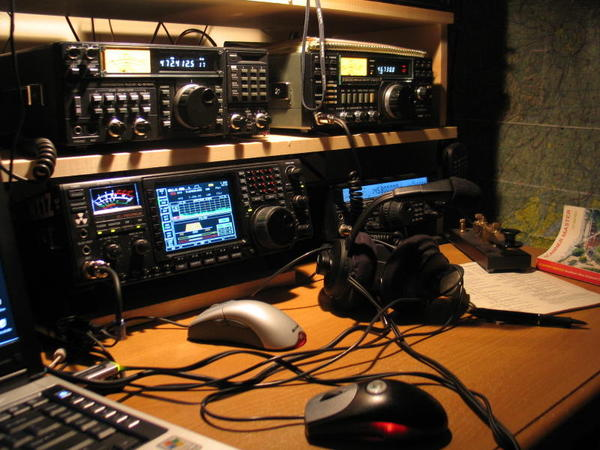
Una estación de radioaficionado compuesta por tres radios Icom.

El sistema "abierto" de radio D-STAR fue desarrollado por Icom basándose en protocolos de radio digital desarrollados por la Liga de Radio Amateur de Japón y financiado por el Ministerio de Correos y Telecomunicaciones de Japón. Este sistema está diseñado para proporcionar comunicaciones avanzadas de voz y datos a través de radioaficionado utilizando estándares abiertos.

## Productos
Icom fabrica walkie-talkies y receptores para uso en aplicaciones marinas, Airband, aplicaciones de radioaficionados, aplicaciones móviles terrestres, y aplicaciones FRS / GMRS. Algunos transceivers fabricados por Icom son compatibles con los sistemas trunking Motorola y SmarTrunk.

## IC-V82
El Icom IC-V82 es un transceptor de radio VHF diseñado para radioaficionados y profesionales que requieren una comunicación fiable y de alta calidad. Este dispositivo destaca por su robustez, facilidad de uso y una serie de características avanzadas que lo hacen ideal para diversas aplicaciones.

## Explosiones de dispositivos de radio en el Líbano
Se informó que muchos de los equipos implicados en las explosiones de walkie-talkies en Líbano eran transceptores "trunking" VHF Icom IC-V82, pero  ICOM suspendió su fabricación de este modelo en 2014. Además, Icom había emitido anteriormente una advertencia sobre aparatos falsificados, entre ellos el IC-V82, añadiendo el 19 de septiembre de 2024, que estaba llevando a cabo una investigación.